# Saint-Germain-Lavolps
Saint-Germain-Lavolps – miejscowość i gmina we Francji, w regionie Nowa Akwitania, w departamencie Corrèze.
Według danych na rok 1990 gminę zamieszkiwało 99 osób, a gęstość zaludnienia wynosiła 5 osób/km² (wśród 747 gmin Limousin Saint-Germain-Lavolps plasuje się na 509. miejscu pod względem liczby ludności, natomiast pod względem powierzchni na miejscu 344.).